# Tusun Pascha
Tusun Pascha, född 1794, död 28 september 1816, var son till Muhammed Ali av Egypten.
Trots att inte mycket är känt om honom gjorde han en stor nytta i det osmansk-saudiska kriget 1811–1818, när han ledde den egyptiska armén i ett framgångsrikt fälttåg mot den wahhabiska-saudiska expansionen på den arabiska halvön.
Tusun var ämnad att ta över sin fars rike, men dog av sjukdom 1816 och efterträddes av sin bror Ibrahim Pascha. 